# Berantevilla (concejo)
Berantevilla es un concejo del municipio de Berantevilla, en la provincia de Álava. 

## Historia
Aparece descrito en el cuarto volumen del Diccionario geográfico-estadístico-histórico de España y sus posesiones de Ultramar de Pascual Madoz de la siguiente manera:

BERANTEVILLA: v. cab. del ayunt. de su nombre, en la prov. de Alava (15 leg. á Vitoria), part. jud. de Añana (4), aud. terr. de Burgos (16), c. g. de las Provincias Vascongadas, dióc. de Calahorra (18): sit. á la izq. del r. Ayuda ó Aya en una hermosa llanura, con libre ventilacion y clima sano. Reune 50 casas, la municipal, cárcel, escuela de primeras letras, frecuentada por 30 niños de ambos sexos, cuyo maestro percibe 40 fan. de trigo anuales; una parr. (la Asuncion), servida por un cura y algunos beneficiados patrimoniales, y una ermita dedicada á Ntra. Sra. de la Corzanilla en el barrio de este nombre. Confina el térm. N. Escanzana (¼ leg); E. Zambrana (½); S. Portilla (igual dist.), y O. Ribaguda (¾). Le cruza de N. á O. el mencionado r. Ayuda, sobre el cual hay un puente hácia el N. de la pobl., y antes de confluir en el Zadorra, al O. de la misma, donde se encuentra una torre ant. de sólida arquitectura: tambien hay en varios parajes fuentes de buenas aguas que sirven para beber y otros objetos. El terreno es llano y de escelente calidad. Pasa por aqui el camino que dirije a Treviño y á Miranda de Ebro (Burgos) en buen estado. El correo se recibe de la espresada última v. 2 veces á la semana. prod.: trigo, cebada, maiz, legumbres, hortaliza, frutas y vino; se cria ganado lanar, cabrio y el vacuno preciso para las labores; hay caza de codornices, y pesca de barbos, truchas, anguilas y otros peces. ind. y comercio: ademas de la agricultura, hay fáb. de campanas y relojes de torre, y un molino harinero, consistiendo las especulaciones comerciales en la esportacion de granos. pobl.: 49 vec., 361 almas. riqueza y contr.: (V. Alava intendencia). Fué natural de esta v. el Sr. D. Pedro Urbina y Montoya, virey y capitan general del reino de Valencia, ob. de Cória y sucesivamente arz. de Valencia y de Sevilla, el cual fundó en el pueblo de su naturaleza una memoria para dotar dos hijas de vec., y facilitarles asi el matrimonio
(Madoz, 1846, p. 234)

Décadas después, ya en el siglo XX, se describe de la siguiente manera en el tomo de la Geografía general del País Vasco-Navarro dedicado a Álava y escrito por Vicente Vera y López:

Berantevilla.—Está situada en una llanura á la izquierda del camino que desde Vitoria conduce á Miranda pasando por Treviño. Antiguamente fué población de mucha más importancia que en la actualidad, pues se sabe que llegó a tener 500 vecinos y estuvo cercada de murallas; en la actualidad tiene 98 viviendas; su población asciende á 283 habitantes de hecho y 300 de derecho. Su parroquia, perteneciente al arciprestazgo de La Bastida, es de categoría de entrada y está bajo la advocación de Nuestra Señora de la Asunción; antiguamente la servían cinco beneficiados. En su término está la ermita de la Virgen de La Corzanilla, en la que se celebra fiesta el 8 de Septiembre. Tiene una escuela pública incompleta, á la que acuden los niños de Escanzana y Portilla, calculándose su población escolar en 44 niños y niñas. El municipio sostiene un alguacil y dos guardamontes. Por la villa pasa el coche correo que diariamente se dirige de Miranda á Treviño. Existe en la población una casa con un escudo heráldico. Su iglesia tiene una bonita torre de piedra de dos cuerpos y cúpula. Por sus inmediaciones pasa el río Ayuda, que mueve un molino harinero.
(Vera y López, 1915-1921, pp. 643-644)

## Aldeas
Forman parte del concejo las aldeas de:
- Escanzana
- Lacorzanilla

## Demografía
| Gráfica de evolución demográfica de Berantevilla entre 2000 y 2017 |
|                                                                    |
| Población de derecho según los censos de población del INE.        |

## Cultura

### Patrimonio material

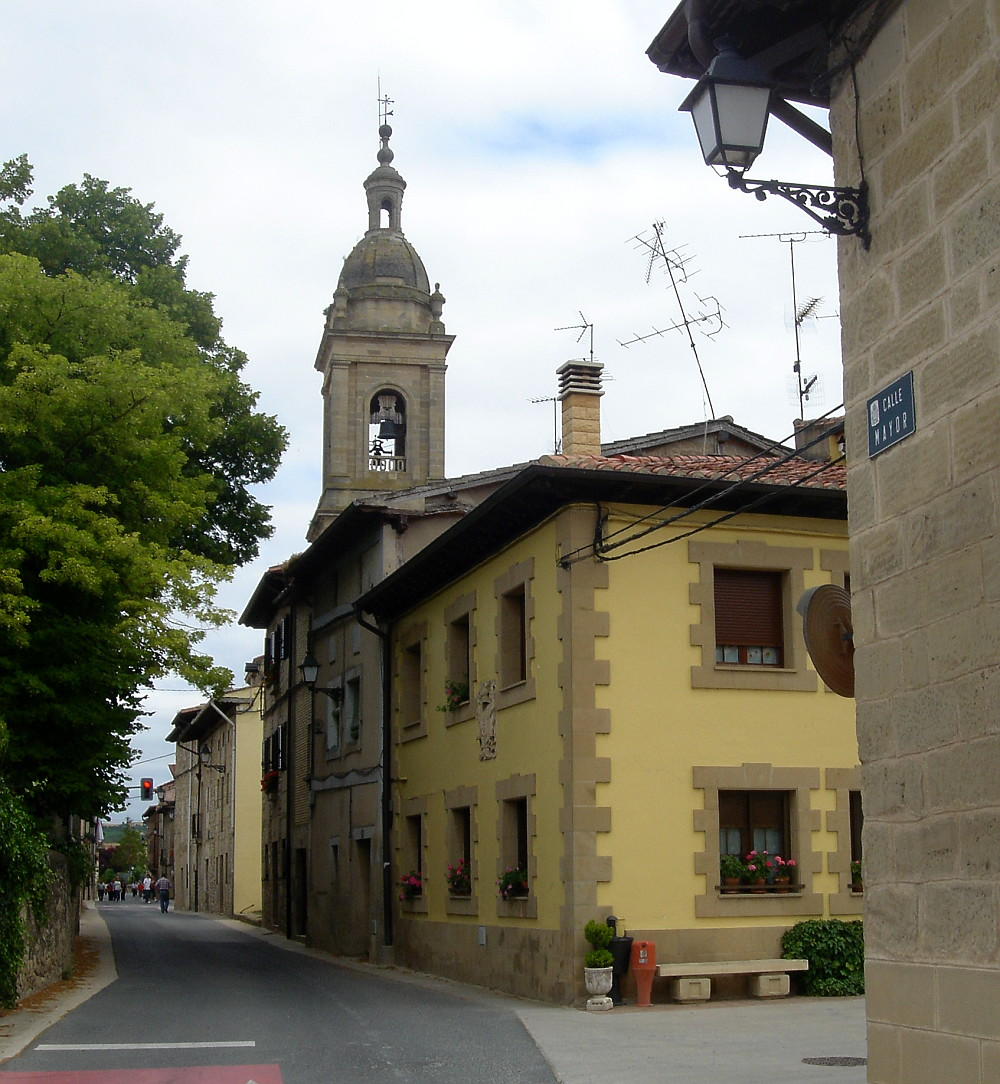
La iglesia de Nuestra Señora de la Asunción

- Iglesia dedicada a Nuestra Señora de la Asunción.[1][4]
- Puente sobre el río Ayuda.[5]
- Crucero El Prado.[6]
- Crucero en la salida hacia Treviño.[7]
- Cementerio.
- Molino que mantiene los componentes más sustanciales tanto de su infraestructura o sistema hidráulico como de la maquinaria encargada de molturar el grano así como lo concerniente a su uso como central productiva de fluido eléctrico.[8]
- Picina natural fluvial en el río Ayuda.[9]
- Frontón municipal de Berantevilla.[10] Antiguamente el frontón estaba en una de las paredes de la iglesia.[11]
- Zona deportiva (canchas de baloncesto, fútbol, bolera)
- La Colada: antigua vía pecuaria que transcurre a la vera de los ríos Ayuda y Zadorra por la que se dirigía el ganado local al mercado de Miranda de Ebro.[12]Forma parte de la red de itinerarios verdes de Álava.[13]
- La fuente pública encargada de suministrar agua potable al vecindario de Berantevilla hasta el la introducción de agua corriente en las distintas viviendas del caserío fue desmantelada con posterioridad a 1986, con ocasión de adecuar y acondicionar el entorno más próximo al templo parroquial. También el lavadero y abrevadero desaparecieron.[14]
- Juego de bolos (desaparecido). Únicamente queda el lugar en el que se desarrollaba el juego de bolos. Se encuentra al este del pueblo en la salida hacia Treviño junto al edificio que alberga el bar "Briñas".[15]

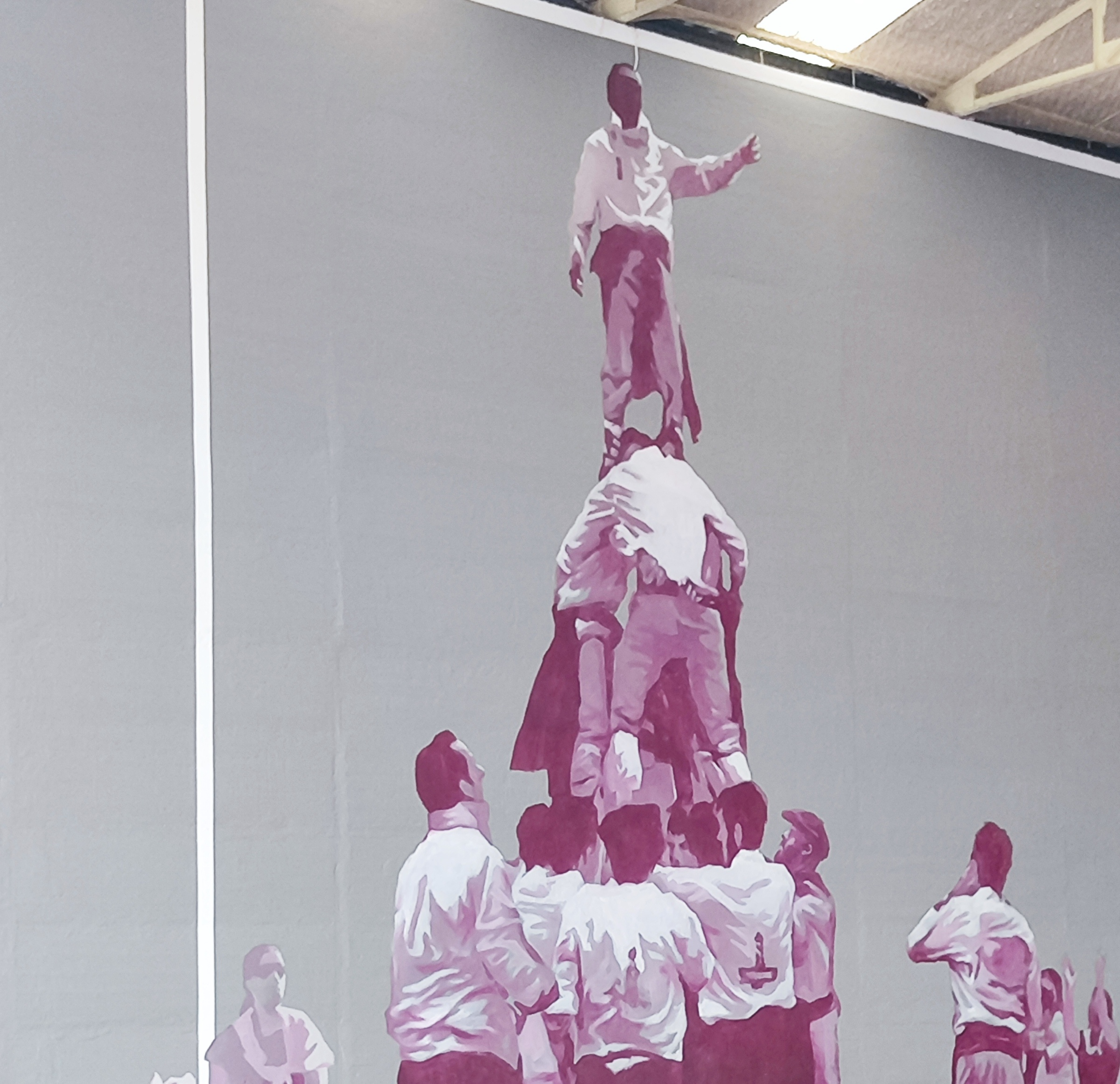
Castillo humano

### Patrimonio inmaterial
- Fiestas en honor a Nuestra Señora de la Asunción, primer fin de semana de septiembre, de viernes a lunes.[16] El festivo local es el día 8 de septiembre. El viernes baja Celedón desde 1958 (un año después que en Vitoria). El sábado se hace una misa y procesión con la Virgen de Lacorzanilla. El domingo durante la comida, se realiza un tradicional pasacalles que recorre el pueblo casa por casa haciendo un castillo humano, en el último piso se coloca un mozo o moza que dice unas coplas.[17] El lunes, día del/la zamarro/a (vestimentas antiguas de aldeanas y aldeanos), se realiza una comida popular en la plaza. Por la noche, sube Celedón y termina la fiesta.[12]
- Romería de Berantevilla a Lacorzanilla, el fin de semana más próximo al 24 de Septiembre, día de las Mercedes.[16]
- Semana Santa: Jueves Santo hay un lavatorio de pies y el vía crucis del Viernes Santo por la mañana da paso por la tarde al desenclave de un cristo articulado y un entierro, con un nazareno arrastrando una cadena de 50 kilos y recitando coplas.[18][12]
- Romería de San Isidro Labrador, 15 de mayo.
- Festival Qonfussion de música, teatro y circo, recuperado en 2024 tras realizarse de 2004 al 2007.[19]